# Santa Rosa, Maravatío
Santa Rosa är en ort i Mexiko.   Den ligger i kommunen Maravatío och delstaten Michoacán de Ocampo, i den södra delen av landet, 150 km väster om huvudstaden Mexico City. Santa Rosa ligger 2 039 meter över havet och antalet invånare är 434.
Terrängen runt Santa Rosa är kuperad åt sydväst, men åt nordost är den platt. Runt Santa Rosa är det ganska tätbefolkat, med 104 invånare per kvadratkilometer. Närmaste större samhälle är Maravatío, 3,7 km norr om Santa Rosa. I omgivningarna runt Santa Rosa växer huvudsakligen savannskog.